# Jurij Pojarkow
Jurij Mychajłowycz Pojarkow (ukr. Юрій Михайлович Поярков, ur. 10 lutego 1937 w Charkowie, zm. 10 lutego 2017 tamże) – radziecki siatkarz. Trzykrotny medalista olimpijski.
W reprezentacji Związku Radzieckiego grał w latach 1960–1972, między 1965 a 1972 pełnił funkcję kapitana zespołu. Oprócz trzech medali igrzysk olimpijskich – złota w 1964 i 1968, brązu w 1972 – sięgnął po złoto (1960 i 1962) oraz brąz (1966) mistrzostw świata i dwukrotnie zostawał mistrzem Europy (1967, 1971; brąz w 1963). W rozgrywkach klubowych grał w zespole z rodzinnego miasta, w 1967 został mistrzem ZSRR.